# John Brownlee
John Donald Mackenzie Brownlee (Geelong, 7 gennaio 1900 – New York, 10 gennaio 1969) è stato un baritono australiano.

## Biografia
Dopo aver prestato servizio nella Royal Australian Navy durante la prima guerra mondiale, vinse un concorso di canto a Ballarat studiando solo come autodidatta e iniziando subito la carriera. In una recita di Messiah venne notato da Nellie Melba, che lo convinse a seguire regolari studi a Parigi con Dinh Gilly.
Debuttò nel 1926 alla Royal Opera House di Londra come Marcello ne La bohème, ultima esibizione della Melba, e l'anno successivo in Thaïs all'Opera di Parigi, di cui divenne artista stabile.
Nel 1937 esordì con Rigoletto al Metropolitan Opera divenendone un membro stabile per un ventennio ed apparendovi in 526 recite. Divise la propria attività fra gli Stati Uniti e l'Europa, dove fu presente anche al Glyndebourne Festival Opera. 
Il repertorio fu rivolto principalmente a Mozart, di cui eseguì tutti i principali titoli. Fu apprezzato inoltre in Pelléas et Mélisande, Salomè e in alcuni titoli del repertorio italiano (Rigoletto, La bohème, La traviata, Lucia di Lammermoor), francese (Thais, Manon, Carmen) e wagneriano (Tannhäuser, I maestri cantori di Norimberga).
Nel 1934 apparve nel film britannico La vita privata di Don Giovanni. Dopo il ritiro dalla scene si dedicò alla regia, esordendo ne Il pipistrello al Metropolitan nel 1958.

## Discografia

### Incisioni in studio
- Così fan tutte (Don Alfonso), con Ina Souez, Luise Helletsgruber, Willi Domgraf-Fassbaender,  Irene Eisinger, Heddle Nash, dir. Fritz Busch - HMV 1935
- Don Giovanni, con Salvatore Baccaloni, Ina Souez, Luise Helletsgruber, Koloman von Pataky, Audrey Mildmay, dir. Fritz Busch - HMV 1936
- Il pipistrello, con Ljuba Welitsch, Richard Tucker, Lily Pons, Charles Kullman, Martha Lipton, Clifford Harvuot, dir. Eugene Ormandy - Columbia 1950/51

### Registrazioni dal vivo
- Le nozze di Figaro (Conte), con Ezio Pinza, Licia Albanese, Elisabeth Rethberg, Jarmila Novotná, dir. Ettore Panizza - Met 1940
- Manon, con Grace Moore, Richard Crooks, dir. Wilfrid Pelletier - Met 1940
- Il flauto magico (in inglese), con Josephine Antoine, Jarmila Novotná, Charles Kullman, Ezio Pinza, Lillian Raymondi, Norman Cordon, dir. Bruno Walter - Met 1942
- Manon, con Bidu Sayão, Charles Kullman, dir. Thomas Beecham - Met 1943
- Il barbiere di Siviglia, con Bidu Sayao, Nino Martini, Salvatore Baccaloni, Ezio Pinza, dir. St.Leger - Met 1943
- Le Nozze di Figaro (Conte), con Ezio Pinza, Bidu Sayao, Eleanor Steber, Jarmila Novotná, dir. Bruno Walter - Met 1944
- Don Pasquale, con Salvatore Baccaloni, Bidu Sayao, Nino Martini, dir. Fritz Busch - Met 1946
- La bohème, con Bidu Sayão, Ferruccio Tagliavini, Giacomo Vaghi, Ghita Taghi, dir. Antonio Guarnieri - Rio de Janeiro 1946
- Roméo et Juliette, con Bidu Sayão, Jussi Björling, Nicola Moscona, dir. Emil Cooper - Met 1947